# Chińska Republika Ludowa na Zimowych Igrzyskach Olimpijskich 2014
Chiny na Zimowych Igrzyskach Olimpijskich 2014 – kadra sportowców reprezentujących Chiny na igrzyskach w 2014 roku w Soczi. Kadra liczyła 66 sportowców. Zdobyli oni 9 medali: 3 złote, 4 srebrne i 2 brązowe, zajmując 12. miejsce w klasyfikacji medalowej.

## Zdobyte medale
| Medal  | Zawodnik                                     | Dyscyplina          | Konkurencja                 | Rezultat      | Data      |
| ------ | -------------------------------------------- | ------------------- | --------------------------- | ------------- | --------- |
| Złoto  | Li Jianrou                                   | Short track         | 500 m kobiet                | 45.263 sek.   | 13 lutego |
| Złoto  | Zhang Hong                                   | Łyżwiarstwo szybkie | 1000 m kobiet               | 1:14.02 min.  | 13 lutego |
| Złoto  | Zhou Yang                                    | Short track         | 1500 m kobiet               | 2:19.140 min. | 15 lutego |
| Srebro | Han Tianyu                                   | Short track         | 1500 m mężczyzn             | 2:15.055 min. | 10 lutego |
| Srebro | Xu Mengtao                                   | Narciarstwo dowolne | Skoki akrobatyczne kobiet   | 83.50 pkt.    | 14 lutego |
| Srebro | Fan Kexin                                    | Short track         | 1000 m kobiet               | 1:30.811 min. | 21 lutego |
| Srebro | Wu Dajing                                    | Short track         | 500 m mężczyzn              | 41.516 sek.   | 21 lutego |
| Brąz   | Jia Zongyang                                 | Narciarstwo dowolne | Skoki akrobatyczne mężczyzn | 95.06 pkt.    | 17 lutego |
| Brąz   | Wu Dajing Chen Dequan Han Tianyu Shi Jingnan | Short track         | Sztafeta mężczyzn           | 6:48.341 min. | 21 lutego |

## Skład reprezentacji

### Biathlon

#### Mężczyźni
- Ren Long

| Konkurencja       | Zawodnik | Czas    | Strzelanie | Miejsce |
| ----------------- | -------- | ------- | ---------- | ------- |
| Sprint            | Ren Long | 28:53,2 | 0+4        | 83.     |
| Bieg pościgowy    | Ren Long | -       | -          | -       |
| Bieg indywidualny | Ren Long | 56:35,8 | 1+2+0+1    | 66.     |
| Bieg masowy       | Ren Long | -       | -          | -       |
| Sztafeta          | Ren Long | -       | -          | -       |

#### Kobiety
- Song Chaoqing
- Zhang Yan
- Tang Jialin
- Song Na

| Konkurencja       | Zawodniczka   | Czas    | Miejsce |
| ----------------- | ------------- | ------- | ------- |
| Sprint            | Song Chaoqing | 23:49,5 | 63.     |
| Bieg pościgowy    | Song Chaoqing | -       | -       |
| Bieg indywidualny | Song Chaoqing | -       | -       |
| Bieg masowy       | Song Chaoqing | -       | -       |
| Sztafeta          | Song Chaoqing | LAP     | 15.     |
| Sztafeta          | Zhang Yan     | LAP     | 15.     |
| Sztafeta          | Tang Jialin   | LAP     | 15.     |
| Sztafeta          | Song Na       | LAP     | 15.     |

### Biegi narciarskie

#### Mężczyźni
- Sun Qinghai
- Xu Wenlong

| Konkurencja                         | Zawodnik               | Kwalifikacje | Kwalifikacje | Ćwierćfinały | Ćwierćfinały | Półfinały | Półfinały | Finały    | Finały  |
| Konkurencja                         | Zawodnik               | Czas         | Miejsce      | Czas         | Miejsce      | Czas      | Miejsce   | Czas      | Miejsce |
| ----------------------------------- | ---------------------- | ------------ | ------------ | ------------ | ------------ | --------- | --------- | --------- | ------- |
| Bieg łączony                        | Xu Wenlong             | —            | —            | —            | —            | —         | —         | 1:16:53.3 | 59.     |
| Bieg indywidualny stylem klasycznym | Xu Wenlong             | —            | —            | —            | —            | —         | —         | 45:28.2   | 72.     |
| Bieg masowy stylem dowolnym         | Xu Wenlong             | —            | —            | —            | —            | —         | —         | 2:08.02.0 | 60.     |
| Sprint stylem dowolnym              | Sun Qinghai            | 3:37.71      | 26. Q        | 3:47.26      | 6.           | NQ        | NQ        | NQ        | NQ      |
| Sprint stylem dowolnym              | Xu Wenlong             | DNF          | DNF          | NQ           | NQ           | NQ        | NQ        | NQ        | NQ      |
| Sprint drużynowy stylem klasycznym  | Sun Qinghai Xu Wenlong | —            | —            | —            | —            | DNS       | DNS       | NQ        | NQ      |

#### Kobiety
- Man Dandan
- Li Hongxue

| Konkurencja                         | Zawodniczka           | Kwalifikacje | Kwalifikacje | Ćwierćfinały | Ćwierćfinały | Półfinały | Półfinały | Finały    | Finały  |
| Konkurencja                         | Zawodniczka           | Czas         | Miejsce      | Czas         | Miejsce      | Czas      | Miejsce   | Czas      | Miejsce |
| ----------------------------------- | --------------------- | ------------ | ------------ | ------------ | ------------ | --------- | --------- | --------- | ------- |
| Bieg łączony                        | Li Hongxue            | —            | —            | —            | —            | —         | —         | 43:17.7   | 50.     |
| Bieg indywidualny stylem klasycznym | Man Dandan            | —            | —            | —            | —            | —         | —         | 32:25.1   | 53.     |
| Bieg indywidualny stylem klasycznym | Li Hongxue            | —            | —            | —            | —            | —         | —         | 31:20.7   | 37.     |
| Bieg masowy stylem dowolnym         | Li Hongxue            | —            | —            | —            | —            | —         | —         | 1:14:01.5 | 22.     |
| Sprint stylem dowolnym              | Man Dandan            | 2:40.29      | 32.          | NQ           | NQ           | NQ        | NQ        | NQ        | NQ      |
| Sprint stylem dowolnym              | Li Hongxue            | 2:48.72      | 51.          | NQ           | NQ           | NQ        | NQ        | NQ        | NQ      |
| Sprint drużynowy stylem klasycznym  | Man Dandan Li Hongxue | —            | —            | —            | —            | 17:40.90  | 8.        | NQ        | NQ      |

### Curling

#### Kobiety
- Wang Bingyu (skip)
- Liu Yin
- Yue Qingshuang
- Zhou Yan
- Jiang Yilun (rezerwowa)

| 1      | 3     | 4                 | 5               | 7                | 8       | 9     | 11      | 12         |   |   |    |
| Kanada | Rosja | Stany Zjednoczone | Wielka Brytania | Korea Południowa | Szwecja | Dania | Japonia | Szwajcaria |   |   |    |
| 2:9    | 7:5   | 7:4               | 7:8             | 11:3             | 7:6     | 6:9   | 5:8     | 6:10       | 4 | 5 | 7. |

#### Mężczyźni
- Liu Rui (skip)
- Xu Xiaoming
- Ba Dexin
- Zang Jialiang
- Zou Dejia (rezerwowy)

| 1     | 3                 | 4          | 5      | 7       | 8        | 9     | 11     | 12              | PF     | MF      |   |   |    |
| Dania | Stany Zjednoczone | Szwajcaria | Niemcy | Szwecja | Norwegia | Rosja | Kanada | Wielka Brytania | Kanada | Szwecja |   |   |    |
| 7:4   | 9:4               | 5:4        | 11:7   | 5:6     | 7:5      | 9:6   | 8:9    | 6:5             | 6:10   | 4:6     | 7 | 4 | 4. |

### Łyżwiarstwo figurowe
- Yan Han
- Zhang Kexin
- Li Zijun
- Zhang Hao
- Peng Cheng
- Pang Qing
- Tong Jian
- Huang Xintong
- Zheng Xun

| Konkurencja   | Zawodnicy               | PK/TOr | PK/TOr  | PD/TD  | PD/TD   | Suma   | Suma    |
| Konkurencja   | Zawodnicy               | Punkty | Miejsce | Punkty | Miejsce | Punkty | Miejsce |
| ------------- | ----------------------- | ------ | ------- | ------ | ------- | ------ | ------- |
| Soliści       | Yan Han                 | 85.66  | 8.      | 160.54 | 7.      | 246.20 | 7.      |
| Solistki      | Li Zijun                | 57.55  | 11.     | 110.75 | 14.     | 168.30 | 14.     |
| Solistki      | Zhang Kexin             | 55.80  | 14.     | 98.41  | 15.     | 154.21 | 15.     |
| Pary sportowe | Pang Qing Tong Jian     | 73.30  | 4.      | 136.58 | 3.      | 209.88 | 4.      |
| Pary sportowe | Zhang Hao Peng Cheng    | 70.59  | 7.      | 125.13 | 8.      | 195.72 | 8.      |
| Pary taneczne | Huang Xintong Zheng Xun | 48.96  | 23.     | NQ     | NQ      | NQ     | NQ      |

| Konkurencja      | Zawodnik                                                                               | Soliści       | Soliści | Solistki      | Solistki | Pary sportowe | Pary sportowe | Pary taneczne | Pary taneczne | Wynik  | Wynik   |
| Konkurencja      | Zawodnik                                                                               | SP            | FS      | SP            | FS       | SP            | FS            | SD            | FD            | Punkty | Miejsce |
| ---------------- | -------------------------------------------------------------------------------------- | ------------- | ------- | ------------- | -------- | ------------- | ------------- | ------------- | ------------- | ------ | ------- |
| Zawody drużynowe | Yan Han (M) Zhang Kexin (K) Zhang Hao / Peng Cheng (PS) Huang Xintong / Zheng Xun (PT) | 85.52 (7 pkt) | NQ      | 54.58 (4 pkt) | NQ       | 71.01 (8 pkt) | NQ            | 47.88 (1 pkt) | NQ            | 20     | 7.      |

### Łyżwiarstwo szybkie

#### Mężczyźni
- Bai Qiuming
- Mu Zhongsheng
- Tian Guojun

| Zawodnik      | Konkurencja | Wyścig 1. | Wyścig 1. | Wyścig 2. | Wyścig 2. | Finał   | Finał   |
| Zawodnik      | Konkurencja | Czas      | Miejsce   | Czas      | Miejsce   | Czas    | Miejsce |
| ------------- | ----------- | --------- | --------- | --------- | --------- | ------- | ------- |
| Bai Qiuming   | 500 m       | 35.73     | 36.       | 35.71     | 36.       | 71.45   | 35.     |
| Mu Zhongsheng | 500 m       | 35.59     | 31.       | 35.65     | 32.       | 71.25   | 30.     |
| Tian Guojun   | 1000 m      | —         | —         | —         | —         | 1:11.17 | 33.     |
| Tian Guojun   | 1500 m      | —         | —         | —         | —         | 1:47.95 | 21.     |

#### Kobiety
- Li Dan
- Li Qishi
- Qi Shuai
- Wang Beixing
- Zhang Hong
- Zhang Shuang
- Zhao Xin

| Konkurencja  | Zawodniczka | Wyścig 1. | Wyścig 1. | Wyścig 2. | Wyścig 2. | Finał   | Finał   |
| Konkurencja  | Zawodniczka | Czas      | Miejsce   | Czas      | Miejsce   | Czas    | Miejsce |
| ------------ | ----------- | --------- | --------- | --------- | --------- | ------- | ------- |
| Li Dan       | 1000 m      | —         | —         | —         | —         | 1:20.20 | 34.     |
| Li Qishi     | 1500 m      | —         | —         | —         | —         | 2:00.89 | 27.     |
| Qi Shuai     | 500 m       | 38.89     | 19.       | 38.99     | 23.       | 77.89   | 23.     |
| Wang Beixing | 500 m       | 37.82     | 6.        | 37.86     | 6.        | 75.68   | 7.      |
| Wang Beixing | 1000 m      | —         | —         | —         | —         | 1:16.59 | 14.     |
| Zhang Hong   | 500 m       | 37.58     | 3.        | 37.99     | 7.        | 75.58   | 4.      |
| Zhang Hong   | 1000 m      | —         | —         | —         | —         | 1:14.02 | złoto   |
| Zhang Shuang | 500 m       | 39.40     | 31.       | 39.25     | 28.       | 78.65   | 31.     |
| Zhao Xin     | 1500 m      | —         | —         | —         | —         | 2:00.27 | 23.     |

### Narciarstwo alpejskie

#### Mężczyźni
- Zhang Yuxin

| Konkurencja   | Zawodnik    | Zjazd 1. | Zjazd 1. | Zjazd 2. | Zjazd 2. | Suma | Miejsce |
| Konkurencja   | Zawodnik    | Czas     | Miejsce  | Czas     | Miejsce  | Suma | Miejsce |
| ------------- | ----------- | -------- | -------- | -------- | -------- | ---- | ------- |
| Slalom gigant | Zhang Yuxin | 1:38.45  | 74.      | DSQ      | DSQ      | DSQ  | DSQ     |
| Slalom        | Zhang Yuxin | DNF      | DNF      | DNF      | DNF      | DNF  | DNF     |

#### Kobiety
- Xia Lina

| Konkurencja   | Zawodniczka | Zjazd 1. | Zjazd 1. | Zjazd 2. | Zjazd 2. | Suma    | Miejsce |
| Konkurencja   | Zawodniczka | Czas     | Miejsce  | Czas     | Miejsce  | Suma    | Miejsce |
| ------------- | ----------- | -------- | -------- | -------- | -------- | ------- | ------- |
| Slalom gigant | Xia Lina    | 1:37.03  | 73.      | 1:38.59  | 66.      | 3:15.62 | 66.     |
| Slalom        | Xia Lina    | DNF      | DNF      | DNF      | DNF      | DNF     | DNF     |

### Narciarstwo dowolne

#### Mężczyźni
- Jia Zongyang
- Liu Zhongqing
- Qi Guangpu
- Wu Chao

| Konkurencja        | Zawodnik      | Kwalifikacje | Kwalifikacje | Kwalifikacje | Kwalifikacje | Finały | Finały  | Finały | Finały  | Finały | Finały  |
| Konkurencja        | Zawodnik      | Skok 1       | Skok 1       | Skok 2       | Skok 2       | Skok 1 | Skok 1  | Skok 2 | Skok 2  | Skok 3 | Skok 3  |
| Konkurencja        | Zawodnik      | Wynik        | Miejsce      | Wynik        | Miejsce      | Wynik  | Miejsce | Wynik  | Miejsce | Wynik  | Miejsce |
| ------------------ | ------------- | ------------ | ------------ | ------------ | ------------ | ------ | ------- | ------ | ------- | ------ | ------- |
| Skoki akrobatyczne | Jia Zongyang  | 118.59       | 1. Q         | —            | —            | 110.41 | 4. Q    | 117.70 | 1. Q    | 95.06  | brąz    |
| Skoki akrobatyczne | Liu Zhongqing | 80.09        | 18.          | 77.83        | 15.          | NQ     | NQ      | NQ     | NQ      | NQ     | NQ      |
| Skoki akrobatyczne | Qi Guangpu    | 113.57       | 4. Q         | —            | —            | 121.24 | 1. Q    | 116.74 | 2. Q    | 90.00  | 4.      |
| Skoki akrobatyczne | Wu Chao       | 110.62       | 5. Q         | —            | —            | 82.30  | 9.      | NQ     | NQ      | NQ     | NQ      |

#### Kobiety
- Cheng Shuang
- Li Nina
- Xu Mengtao
- Zhang Xin
- Ning Qin

| Konkurencja      | Zawodniczka | Kwalifikacje | Kwalifikacje | Kwalifikacje | Kwalifikacje | Finały     | Finały     | Finały     | Finały     | Finały     | Finały     |
| Konkurencja      | Zawodniczka | Przejazd 1   | Przejazd 1   | Przejazd 2   | Przejazd 2   | Przejazd 1 | Przejazd 1 | Przejazd 2 | Przejazd 2 | Przejazd 3 | Przejazd 3 |
| Konkurencja      | Zawodniczka | Wynik        | Miejsce      | Wynik        | Miejsce      | Wynik      | Miejsce    | Wynik      | Miejsce    | Wynik      | Miejsce    |
| ---------------- | ----------- | ------------ | ------------ | ------------ | ------------ | ---------- | ---------- | ---------- | ---------- | ---------- | ---------- |
| Jazda po muldach | Ning Qin    | 16.83        | 21.          | 17.75        | 9. Q         | 17.26      | 18.        | NQ         | NQ         | NQ         | NQ         |

| Konkurencja        | Zawodniczka  | Kwalifikacje | Kwalifikacje | Kwalifikacje | Kwalifikacje | Finały | Finały  | Finały | Finały  | Finały | Finały  |
| Konkurencja        | Zawodniczka  | Skok 1       | Skok 1       | Skok 2       | Skok 2       | Skok 1 | Skok 1  | Skok 2 | Skok 2  | Skok 3 | Skok 3  |
| Konkurencja        | Zawodniczka  | Wynik        | Miejsce      | Wynik        | Miejsce      | Wynik  | Miejsce | Wynik  | Miejsce | Wynik  | Miejsce |
| ------------------ | ------------ | ------------ | ------------ | ------------ | ------------ | ------ | ------- | ------ | ------- | ------ | ------- |
| Skoki akrobatyczne | Cheng Shuang | 83.19        | 4. Q         | —            | —            | 80.01  | 7. Q    | 87.42  | 5.      | NQ     | NQ      |
| Skoki akrobatyczne | Li Nina      | 86.71        | 2. Q         | —            | —            | 90.24  | 4. Q    | 89.53  | 3. Q    | 46.02  | 4.      |
| Skoki akrobatyczne | Xu Mengtao   | 71.44        | 11.          | 87.15        | 2. Q         | 90.65  | 3. Q    | 101.08 | 1. Q    | 83.50  | srebro  |
| Skoki akrobatyczne | Zhang Xin    | 60.98        | 17.          | 77.49        | 7.           | NQ     | NQ      | NQ     | NQ      | NQ     | NQ      |

### Short track

#### Mężczyźni
- Chen Dequan
- Han Tianyu
- Liang Wenhao
- Shi Jingnan
- Wu Dajing

| Zawodnik                                                  | Konkurencja | Bieg     | Bieg    | Ćwierćfinał | Ćwierćfinał | Półfinał | Półfinał | Finał    | Finał   |
| Zawodnik                                                  | Konkurencja | Czas     | Miejsce | Czas        | Miejsce     | Czas     | Miejsce  | Czas     | Miejsce |
| --------------------------------------------------------- | ----------- | -------- | ------- | ----------- | ----------- | -------- | -------- | -------- | ------- |
| Chen Dequan                                               | 1500 m      | 2:16.535 | 3. Q    | —           | —           | 2:21.697 | 2. FA    | 2:15.626 | 5.      |
| Han Tianyu                                                | 500 m       | 41.592   | 1. Q    | 41.390      | 1. Q        | 41.151   | 3. FA    | 41.534   | 5.      |
| Han Tianyu                                                | 1000 m      | 1:26.530 | 2. Q    | 1:24.490    | 2. Q        | 1:24.611 | 4. FB    | 1:29.334 | 5.      |
| Han Tianyu                                                | 1500 m      | 2:20.911 | 2. Q    | —           | —           | 2:15.858 | 1. Q     | 2:15.055 | srebro  |
| Liang Wenhao                                              | 500 m       | 41.647   | 1. Q    | 41.817      | 1. Q        | 41.221   | 2. FA    | 1:13.590 | 4.      |
| Liang Wenhao                                              | 1000 m      | 1:28.065 | 4.      | NQ          | NQ          | NQ       | NQ       | NQ       | 28.     |
| Shi Jingnan                                               | 1500 m      | 2:51.512 | 6.      | —           | —           | NQ       | NQ       | NQ       | 35.     |
| Wu Dajing                                                 | 500 m       | 41.712   | 1. Q    | 41.056      | 1. Q        | 40.846   | 1. Q     | 41.516   | srebro  |
| Wu Dajing                                                 | 1000 m      | 1:24.950 | 1. Q    | 1:24.753    | 1. Q        | 1:24.239 | 2. FA    | 1:25.772 | 4.      |
| Chen Dequan Han Tianyu Liang Wenhao Shi Jingnan Wu Dajing | Sztafeta    | —        | —       | —           | —           | 6:44.521 | 2. FA    | 6:48.341 | brąz    |

#### Kobiety
- Fan Kexin
- Kong Xue
- Li Jianrou
- Liu Qiuhong
- Zhou Yang

| Zawodniczka                                         | Konkurencja | Bieg     | Bieg    | Ćwierćfinał | Ćwierćfinał | Półfinał | Półfinał | Finał    | Finał   |
| Zawodniczka                                         | Konkurencja | Czas     | Miejsce | Czas        | Miejsce     | Czas     | Miejsce  | Czas     | Miejsce |
| --------------------------------------------------- | ----------- | -------- | ------- | ----------- | ----------- | -------- | -------- | -------- | ------- |
| Fan Kexin                                           | 500 m       | 43.356   | 1. Q    | 43.288      | 1. Q        | 1:24.431 | 4. FB    | 44.297   | 5.      |
| Fan Kexin                                           | 1000 m      | 1:31.713 | 2. Q    | 1:29.380    | 2. Q        | 1:32.618 | 2. FA    | 1:30.811 | srebro  |
| Li Jianrou                                          | 500 m       | 43.633   | 2. Q    | 43.486      | 2. Q        | 43.841   | 2. Q     | 45.263   | złoto   |
| Li Jianrou                                          | 1000 m      | 1:31.187 | 1. Q    | 1:32.129    | 2. Q        | DSQ      | DSQ      | NQ       | NQ      |
| Li Jianrou                                          | 1500 m      | 2:27.758 | 3. Q    | —           | —           | 2:22.866 | 1. FA    | DNF      | 12.     |
| Liu Qiuhong                                         | 500 m       | 43.542   | 1. Q    | 43.478      | 1. Q        | 43.916   | 3. FB    | 44.188   | 4.      |
| Liu Qiuhong                                         | 1000 m      | DSQ      | DSQ     | NQ          | NQ          | NQ       | NQ       | NQ       | NQ      |
| Liu Qiuhong                                         | 1500 m      | 2:24.640 | 4.      | —           | —           | NQ       | NQ       | NQ       | NQ      |
| Zhou Yang                                           | 1500 m      | 2:26.543 | 1. Q    | —           | —           | 2:18.825 | 1. FA    | 2:19.140 | złoto   |
| Fan Kexin Kong Xue Li Jianrou Liu Qiuhong Zhou Yang | Sztafeta    | —        | —       | —           | —           | 4:09.555 | 1. FA    | DSQ      | DSQ     |

### Snowboard

#### Mężczyźni
- Shi Wancheng
- Zhang Yiwei

| Konkurencja | Zawodnik     | Kwalifikacje | Kwalifikacje | Półfinały    | Półfinały | Finały       | Finały  |
| Konkurencja | Zawodnik     | Wynik        | Miejsce      | Wynik        | Miejsce   | Wynik        | Miejsce |
| ----------- | ------------ | ------------ | ------------ | ------------ | --------- | ------------ | ------- |
| Halfpipe    | Shi Wancheng | 76.00, 15.50 | 6. Q         | 15.50, 78.50 | 5. Q      | 81.00, 25.00 | 7.      |
| Halfpipe    | Zhang Yiwei  | 90.00, 89.75 | 4. Q         | 45.00, 79.25 | 4. Q      | 87.25, 58.50 | 6.      |

#### Kobiety
- Cai Xuetong
- Li Shuang
- Liu Jiayu
- Sun Zhifeng

| Konkurencja | Zawodniczka | Kwalifikacje | Kwalifikacje | Półfinały    | Półfinały | Finały       | Finały  |
| Konkurencja | Zawodniczka | Wynik        | Miejsce      | Wynik        | Miejsce   | Wynik        | Miejsce |
| ----------- | ----------- | ------------ | ------------ | ------------ | --------- | ------------ | ------- |
| Halfpipe    | Cai Xuetong | 74.25, 88.00 | 3. Q         | —            | —         | 84.25, 25.00 | 6.      |
| Halfpipe    | Li Shuang   | 77.75, 54.00 | 4. Q         | 80.00, 56.75 | 3. Q      | 73.25, 25.75 | 8.      |
| Halfpipe    | Liu Jiayu   | 81.50, 83.50 | 5. Q         | 81.25, 29.00 | 2. Q      | 15.75, 68.25 | 9.      |
| Halfpipe    | Sun Zhifeng | 70.00, 45.75 | 6. Q         | 35.75, 35.75 | 9.        | NQ           | NQ      |